# Ross Aloisi
Ross Aloisi est un footballeur australien né le 17 avril 1973 à Adélaïde qui jouait au poste de milieu défensif.

## Clubs successifs
- 1990-1993 : Adélaïde City  Australie
- 1992-1993 : Boom FC  Belgique
- 1993-1994 : Brunswick Juventus  Australie
- 1994-1997 : Adelaide Sharks  Australie
- 1997-1998 : FC Aarau  Suisse
- 1998-1999 : FC Lorient  France (1 match)
- 1999-2000 : Grazer AK  Autriche
- 2000-2002 : Alzano Virescit  Italie
- 2002-2003 : AC Pro Sesto  Italie
- 2003-2004 : Adelaide United FC  Australie
- 2004 : Selangor FA  Malaisie
- 2005-2007 : Adelaide United FC  Australie
- 2007-2008 : Wellington Phoenix FC  Nouvelle-Zélande

## Palmarès
- 1994-1998 :  Australie (3 sélections)